# Delta Centauri
Delta Centauri (δ Centauri, förkortat Delta Cen, δ Cen) som är stjärnans Bayerbeteckning, är en ensam stjärna belägen i den mellersta delen av stjärnbilden Kentauren. Den har en skenbar magnitud på 2,57 och är synlig för blotta ögat. Baserat på parallaxmätning inom Hipparcosuppdraget på ca 7,9 mas, beräknas den befinna sig på ett avstånd på ca 410 ljusår (ca 127 parsek) från solen.

## Egenskaper
Delta Centauri  är en blå till vit underjättestjärna av spektralklass B2 IVne. vilket anger att den är en underjättestjärna som har förbrukat vätet i dess kärna och börjat utvecklas bort från huvudserien. Den har en massa som är ca 8,7 gånger större än solens massa, en radie som är ca 6,5 gånger större än solens och utsänder från dess fotosfär ca 5 130 gånger mera energi än solen vid en effektiv temperatur på ca 22 360 K.
Delta Centauri är en skalstjärna med ett distinkt spektrum som skapas av material som kastas ut i en skiva genom stjärnans snabba rotation. Den resulterande Dopplereffekten ger dess spektrum breda absorptionslinjer som anges av spektralklassens suffix "n". Suffixet "e" betyder att den är en klassisk Be-stjärna, som är en typ av het stjärna som ännu inte har utvecklats till en superjätte och är omgiven av omkretsande gas. Närvaron av denna gas skapar ett överskott av infraröd strålning, tillsammans med emissionslinjer i stjärnans spektrum. Det mesta av gasen är koncentrerad kring ekvatorn och bildar en skiva.
Delta Centauri är också en variabel stjärna av typen γ Cassiopeiae vars ljusstyrka varierar från magnitud +2,51 till +2,65. En del av variationen i stjärnan skulle kunna förklaras med att den är dubbelstjärna. Den föreslagna följeslagaren skulle behöva ha ca 4-7 gånger solens massa och en omloppsperiod på minst 4,6 år med en minsta separation på 6,9 astronomiska enheter. Delta Centauri delar en gemensam egenrörelse med de närliggande stjärnorna HD 105382 och HD 105383, vilket kan betyda att de bildar ett litet kluster eller kanske ett trippelstjärnsystem.